# Kampfar (EP)
Kampfar är en EP med det norska black metal-bandet Kampfar, utgivet 1996 av skivbolaget Season of Mist.

## Låtlista
1. "Kampfar" – 9:03
2. "Hymne" – 7:02
3. "Hjemkomsten" – 2:35

- Text och musik: Kampfar

## Medverkande
Musiker (Kampfar-medlemmar)
- Dolk (Per-Joar Spydevold) – trummor, sång
- Thomas (Thomas Andreassen) – basgitarr, gitarr

Produktion
- Sven Helgesen – logo
- Demonic – logo